# Torre Ejecutiva Pemex
Torre Ejecutiva Pemex je mrakodrap nacházející se v hlavním městě Mexika, Ciudad de México. Je to druhá nejvyšší stavba ve městě hned po Torre Mayor. Byla dokončena v roce 1984, má 51 podlaží a je 214 m vysoká. Patří do komplexu budov „Centro Administrativo Pemex“ (čili „Administrativní centrum společnosti PEMEX“).
Budovy tohoto centra se jmenují:
- Torre Ejecutiva Pemex (čili věž ústředí Pemexu)
- Pemex Edificio A (Pemex Dům A)
- Pemex Edificio B-1
- Pemex Edificio B-2
- Pemex Edificio C